# Narcissus maginae
Narcissus maginae är en amaryllisväxtart som beskrevs av Francisco Javier Fernández Casas och Alfonso Susanna. Narcissus maginae ingår i släktet narcisser, och familjen amaryllisväxter.
Artens utbredningsområde är Spanien. Inga underarter finns listade i Catalogue of Life.